# Amminoacidi glucogenetici
Per amminoacidi glucogenetici, glucogenici o GAA, dall'inglese Glucogenic Ammino Acids, si intendono quella serie di amminoacidi che possono essere impiegati per essere convertiti a glucosio tramite il processo di gluconeogenesi, principalmente da parte del fegato, e secondariamente da parte del rene.
La gluconeogenesi è quel processo volto alla sintesi del glucosio a partire da precursori di origine non glucidica a tre atomi di carbonio. I substrati che vengono utilizzati per essere convertiti a glucosio tramite via glucogenetica sono specifici amminoacidi, glicerolo, acido lattico (lattato), e acido piruvico (piruvato).
La graduale perdita degli amminoacidi glucogenetici ottenuti dalla degradazione delle proteine strutturali, e quindi il loro utilizzo nella via della gluconeogenesi, si verifica nei casi in cui non c'è sufficiente glucosio per i tessuti glucosio-dipendenti. In risposta a questa carenza, alcuni amminoacidi vengono deamminati e lo scheletro carbonioso opportunamente trasformato perché possa entrare nella via della gluconeogenesi, dei 20 amminoacidi standard ad eccezione della leucina e della lisina tutti nel loro catabolismo producono molecole suscettibili di entrare nella via della gluconeogenesi. Tra le cause che possono avviare un processo di catabolismo amminoacidico (proteolisi), vi sono:
- ipoglicemia
- Stress acuto
- Superallenamenti fisici
- Squilibri amminoacidici
- Attività fisica aerobica